# Lambert (évêque de Valence)
Lambert est un évêque de Valence, de l'extrême fin du Xe siècle et du début du siècle suivant. Il est le fils du comte de Valence (Valentinois), Lambert.

## Biographie

### Origines
Lambert est dit fils du comte Lambert (Lambertus comes), que les historiographes associent au titre de comte de Valence (Valentinois), et de Falectrude (Falectrudis),. Il a pour frère Ademar/Aimar, qui succède à leur père (Ademaro comite),. Tous les quatre sont mentionnés dans l'acte de reconstruction du monastère de Saint-Marcel-lès-Sauzet, dit Félines, du 27 juin 985,.
Ce dernier a notamment pour fils, Ponce, qui montera lui aussi sur le trône épiscopal de Valence vers 1032/37,.
Ulysse Chevalier indiquait que les auteurs du XVIIe siècle, Nicolas Chorier et Samuel Guichenon, l'avaient nommer Humbert et en avait fait le fils du comte Guigues, fils de Guigues le Vieux, de la maison d'Albon. Ces derniers ont confondu Lambert avec Humbert issu de la maison d'Albon (voir ci-après).
La première mention de Lambert date de l'année 997,.

### Compétition pour le trône épiscopal
Lambert est évêque de Valence pour la période entre 995/997 et 1011. Selon les listes épiscopales, il succède à Guigues Ier, toutefois, Jules Chevalier (1888), puis Aurélien Le Coq (2015), indiquent que le siège lui est disputé par Humbert, issu d'une famille seigneuriale dauphinoise, les Albon, (d'où la confusion de Chorier et Guichenon). Ce dernier est le fils du comte Guigues III d'Albon et le neveu de l'évêque de Grenoble, Humbert Ier,. Bien que l'élection ne soit pas mentionnée dans des actes, absent des listes épiscopales, Humbert porte le titre d'évêque dans une charte de Cluny en 996 (Recueil des chartes de l’abbaye de Cluny, no 2307, pp. 430-431.),.
Quoi qu'il en soit Lambert semble avoir obtenu gain de cause, puisqu'Humbert semble avoir été chassé au cours des mois suivant — « était-il soit trop jeune soit insuffisamment légitime » (Le Coq) —. On le retrouvera sur le trône de Valence, trente ans plus tard, vers 1025/28,.

### Épiscopat
Il n'existe qu'un seul acte connu de l'évêque Lambert datant de 1011, toutefois le Regeste dauphinois le mentionne dans un échange de l'année 997.
À la suite d'une donation, approuvée par son frère Ademar/Aimar, le 23 novembre 997 (date corrigée par le Regeste dauphinois 24 octobre 997, de la terre de Bésayes à l'archevêque de Vienne, Thibaud, un échange s'effectue entre l'Église de Vienne et celle de Valence,,,.
Le 14 mars 1011, il cède à Guigues, abbé de Saint-Chaffre, de l'église de Saint-Victor de Valence,, avec « le consentement de ses clercs, le doyen André, l'abbé Guigues, l'archidiacre Isarn, l'apocrisiaire Archibald et autres, et de concert avec le comte Adémar ».
Lambert complète sa donation le 1er octobre [1011],,,. L'acte est confirmé notamment par son frère, Ademar/Aimar,, mentionné Ademari comitis, fratris episcopi, Lambert (Lambertus).

### Mort et succession
La date de sa mort n'est pas connue,. Son obit est placé, selon le Regeste dauphinois, le 15 janvier [après 1011].
Son successeur est Gui/Guigues II (Wuigo), mentionné vers 1016.